# Bétheny

Bétheny este o comună în departamentul Marne, Franța. În 2009 avea o populație de 6,439 de locuitori.